# 日下喜一
日下 喜一（くさか きいち、1926年4月8日 - ）は、日本の政治学者。青山学院大学名誉教授。

## 人物・来歴
北海道出身。早稲田大学卒業。東京都立大学大学院社会科学研究科政治学科博士課程修了、法学博士。拓殖大学助教授、青山学院大学法学部助教授、教授。94年定年退職、名誉教授、関東学院大学教授。2000年退職。

## 著書
- 『現代政治思想史 19世紀末以降のイギリス政治思想』勁草書房, 1967
- 『自由主義の発展 T・H・グリーンとJ・N・フィッギスの思想』勁草書房, 1981.10
- 『現代政治学概説』勁草書房, 1982.9
- 『多元主義の源流 J.N.フィッギスの政治思想』早稲田大学出版部, 1984.5
- 『現代民主主義論』勁草書房, 1994.3

共著
- 『政治と人間 統合と参加』浅沼和典編, 日下喜一 [等]著. 福村出版, 1975

### 翻訳
- D.ニコルス『政治的多元主義の諸相』日下喜一 [ほか]訳. 御茶の水書房, 1981.11

## 論文
- <日下喜一